# Кітч і література.Травестії
Кітч і література. Травестії — монографія української культурологині, літературознавиці Тамари Гундорової, присвячена дослідженню феномену кітча.
У своїй роботі дослідниця надає різні дефініції явищу та має на меті «зруйнувати міф про кітч як поганий смак і показати, що кітч явно чи неявно присутній в багатьох літературних творах, і по-третє, засвідчити, що модернізм і сам був не байдужий до кітчу.» Це дослідження — «оригінальна версія взаємин літератури і кітчу впродовж двох століть — від класицизму до постмодернізму, від Енея-парубка до Вєрки Сердюки, від колоніального кітчу „котляревщини“ до ідеологічного кітчу соцреалізму. Персонажами книжки стали також кітч жіночої белетристики, сецесійний кітч, героїчний кітч, карнавальний кітч доби постмодернізму, а також естетика і філософія кітчу».
Праця охоплює такі теми як масова культура, естетика, фетиш, авангард, модернізм тощо. Тамара Гундорова бере ідеї таких дослідників як Іммануїл Кант, Теодор Адорно, Герман Брох, Вальтер Беньямін, Клемент Ґрінберґ, Сюзен Зонтаґ тощо.
Праця вийшла друком у 2008 році у видавництві «Факт» — цього ж року її «Книжкою року 2008» у номінації «Хрестоматія — Літературознавство». Дослідниця відійшла від цієї теми, проте вважає, що «можна працювати з явищем єврокітчу — почавши з феномену „євроремонту“, а ще „одяг із Європи“, оце все євро-євро. Потім „Євробачення“ — розкішне поле для досліджень! Це ж пам'ятник кітчу в різних видах: національний, етнічний, ґендерний, патріотичний — і всі намагаються там знайти якусь свою нішу. Так що я, може, написала би про Євробачення».

## Критика
Олександр Пронкевич про монографію: «Книгу Т.Гундорової можна назвати травестією академізму, бароково-бурлескним вибухом радісних енергій, які, на жаль, так рідко супроводжують літературознавчу працю….Книга по-хорошому кітчева, і тому вабить своїм відвертим антиснобізмом. Читач стрибає з острівця на острівець, втягуючись у карнавальне дійство на ім'я українська література, яку врешті-решт стає цікаво читати, яку дуже хочеться читати, тому що в ній, крім клішованих хворих на сухоти революціонерів, з'являється просте (хай у закітчованому вигляді) людське життя з його повсякденними потребами.» На думку критика, кітч переміщується зі смітника культури на високу полицю інтелектуала й перетворюється на універсальний симптом внутрішньої парадоксальності сучасної культури.
Роксана Харчук про книгу: « Мені здається, що у книжці „Кітч і література“ вартувало б дати чіткіші визначення поняття масової, популярної, комерційної літератури. Авторка, на жаль, більше уваги приділяє саме проблемі кітчу. Про українську масову культуру, зокрема — літературу, в книжці Т. Гундорової взагалі не йдеться. Насправді дослідницю захоплює проблема кітчу у високій літературі».